# Festival Travelling de Rennes
Le Festival Travelling de Rennes est un festival cinématographique, créé en 1990, qui a lieu en février de chaque année. Les films présentés sont liés à un thème suivant le pays. 
À l'occasion de l'édition 2016 qui s'est déroulée à Séoul, la directrice artistique du festival, Anne Le Hénaff explique : « Ces espaces de rencontres sont un élément très important pour nous car en tant que professionnels du cinéma, nous sommes toujours pris dans un tourbillon d’activités. Travelling est l’occasion, pendant une semaine, de se créer des temps de rencontres. Ce que j’appelle des moments suspendus » dont elle parle dans l'article. 

## Thème par année
- 1990 : Londres
- 1991 : Rome
- 1992 : Berlin
- 1993 : New-York
- 1994 : Madrid
- 1995 : 100 villes
- 1996 : Montréal
- 1997 : Banlieues
- 1998 : Tokyo
- 1999 : Villes imaginaires
- 2000 : Le Caire
- 2001 : Dublin
- 2002 : Lisbonne
- 2003 : Téhéran
- 2004 : Marseille
- 2005 : Helsinki
- 2006 : Alger
- 2007 : La ville la nuit
- 2008 : Buenos Aires
- 2009 : Jérusalem
- 2010 : Istanbul
- 2011 : Mexico
- 2012 : Bruxelles
- 2013 : Édimbourg et Glasgow[2]
- 2014 : Rio de Janeiro[3]
- 2015 : Oslo[4]
- 2016 : Séoul[5]
- 2017 : Tanger[6]
- 2018 : Vienne[7]
- 2019 : Villes – Monde[8]
- 2020 : Beyrouth[9]
- 2021 : La Nouvelle-Orléans
- 2022 : Prague[10]
- 2023 : Santiago du Chili[11]
- 2024 : Taipei[12]
- 2025 : Stockholm[13]
- 2026 : Los Angeles